# Droga psicoativa

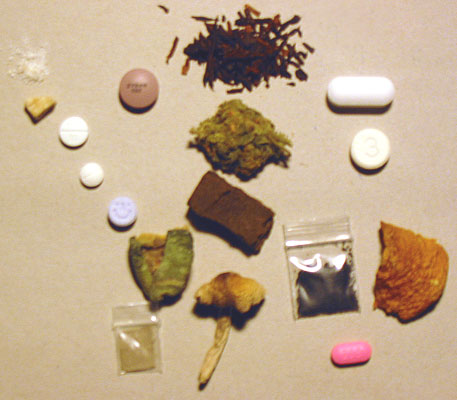
Um sortimento de drogas psicoativas

Uma substância psicoativa, substância psicotrópica, droga psicotrópica ou simplesmente psicotrópico é uma substância química que age principalmente no sistema nervoso central, onde altera a função cerebral e temporariamente muda a percepção, o humor, o comportamento e a consciência. Essa alteração pode ser proporcionada para fins recreacionais (alteração proposital da consciência); religiosos (uso de enteógenos); científicos (visando a compreensão do funcionamento da mente); ou médico-farmacológicos (como medicação). Alternativamente, tal efeito na mente pode não ser o objetivo do consumo da substância psicotrópica, mas um efeito adverso do mesmo.
Tais alterações subjetivas da consciência e do humor são fonte de prazer (por exemplo, a euforia) ou servem para criar uma melhora nos sentidos e estados já experimentados naturalmente (por exemplo, o aumento da concentração), ou uma mudança na perspectiva mental, podendo aumentar também a criatividade, por isso, tantos artistas e intelectuais são defensores do consumo dessas drogas. Tais efeitos das drogas, contudo, podem levar ao uso recorrente das mesmas, o que pode levar à dependência física ou psicológica, promovendo um ciclo progressivamente mais difícil de ser interrompido. A impossibilidade física ou psicológica de interrupção desse ciclo caracteriza o vício em drogas, também chamado de drogadição e toxicodependência. A reabilitação de drogaditos ou toxicodependentes geralmente envolve uma combinação de psicoterapia, grupos de apoio, e até mesmo o uso de outras substâncias psicoativas que ajudam a interromper o ciclo de dependência.
A ética relativa ao uso dessas drogas é assunto de um contínuo debate, em parte por causa desse potencial para abuso e dependência. Muitos governos têm imposto restrições sobre a produção e venda dessas substâncias, na tentativa de diminuir o abuso de drogas.

## Etimologia
"Psicotrópico" é formado pela junção de "psic(o)" ("alma", "espírito", "intelecto"), "trop(o)" ("desvio", "mudança", "afinidade") e "ico" ("participação", "referência", "relação").

## História
O uso de drogas é uma prática desde tempos pré-históricos. Há provas arqueológicas do uso de substâncias psicoativas 10 mil anos atrás, e evidência histórica de uso cultural desde 5 mil anos atrás. Embora o uso pareça ter sido mais frequentemente medicinal, sugeriu-se que o desejo de alterar a consciência é tão primevo quanto o ímpeto de saciar a sede, a fome ou o desejo sexual. Outros sugerem que a propaganda, a disponibilidade ou a pressão da vida moderna são algumas das razões pelas quais as pessoas usam drogas psicoativas no cotidiano. Contudo, a longa história do uso de drogas e mesmo o desejo da criança de rodar, balançar ou escorregar indicam que o ímpeto de alterar a percepção é universal.
Essa relação não se limita ao homem. Alguns animais consomem diferentes plantas, frutos, frutos fermentados e ou outros animais, como fonte de substâncias psicoativas, como por exemplo os gatos e sua predileção pela nepeta. Durante o século XX, muitos países inicialmente responderam ao uso recreacional das drogas banindo seu uso e considerando criminosos seu uso, armazenamento e ou venda.

## Classificações
As drogas psicotrópicas são classificadas em:
- Estimulantes (recebem também o nome de psicoanaléticos, noanaléticos, timoléticos etc.)
- Depressoras (podem também ser chamadas de psicoléticos)
- Alucinógenas (psicoticomiméticos, psicodélicos, perturbadoras, psicometamórficos etc.)

## Usos
As substâncias psicoativas são usadas para diferentes propósitos. Os usos variam grandemente entre as diferentes culturas. Algumas substâncias são de uso controlado ou ilegal, enquanto algumas podem ser usadas para propósitos xamânicos, e outras são usadas de modo terapêutico. Outros exemplos seriam o consumo social de álcool e os soníferos. A cafeína é a substância psicoativa mais consumida no mundo, mas, ao contrário de muitas outras, seu uso é legal e irrestrito em praticamente todas as jurisdições. No Brasil, maior produtor e segundo maior consumidor de café do mundo, 85% das pessoas consome café no desjejum.

### Anestesia
Os anestésicos são uma classe de drogas psicoativas usadas em pacientes para bloquear a dor e outras sensações. A maioria dos anestésicos induz à inconsciência, o que permite, ao paciente, submeter-se a procedimentos médicos tais como a cirurgia sem dor física ou trauma emocional. Para induzir à inconsciência, os anestésicos afetam os sistemas GABA e NMDA. Por exemplo, o halotano é um agonista para GABA, e a cetamina é um antagonista para o receptor de NMDA.

### Controle da dor
Drogas psicoativas são frequentemente prescritas para controle da dor. Como a experiência subjetiva da dor é regulada por peptídios opioides endógenos, a dor pode ser controlada usando psicoativos que operam nesse sistema neurotransmissor como agonistas dos receptores opioides. A esta classe de drogas incluem-se narcóticos opiáceos, como a morfina e a codeína. AINEs, como a aspirina e o ibuprofeno, são uma segunda classe de analgésicos. Eles reduzem a inflamação mediada por eicosanoides ao inibir a enzima ciclo-oxigenase.

### Medicamentos psiquiátricos

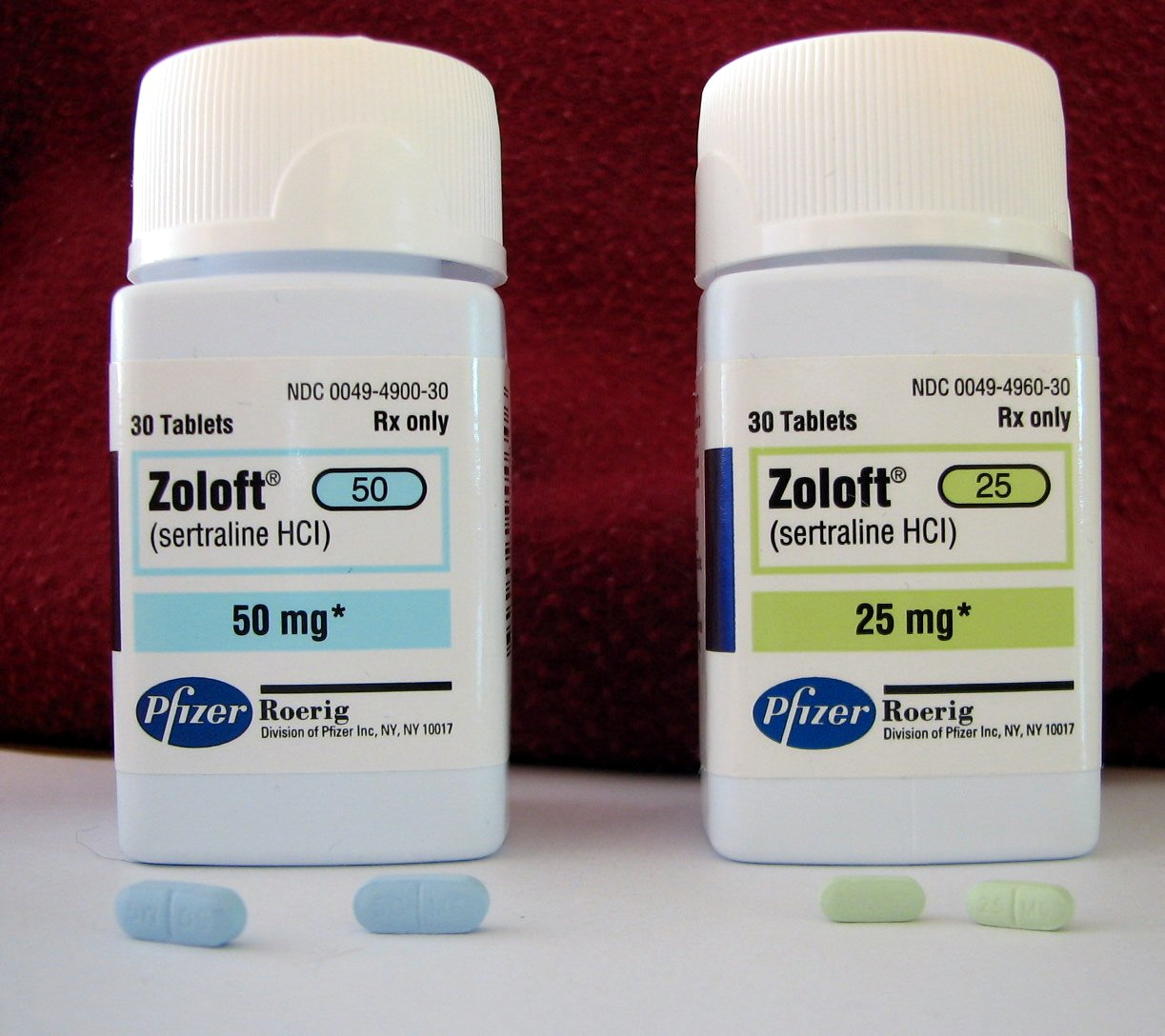
Zoloft®, um medicamento antidepressivo (e ansiolítico).

Medicamentos psiquiátricos são prescritos para o tratamento de doenças mentais e emocionais. Existem 6 classes principais de medicamentos psiquiátricos:
- Antidepressivos, que são usados para tratar diversos males, tais como depressão nervosa, epilepsia, ansiedade, transtornos alimentares e transtorno de personalidade limítrofe.[10]
- Estimulantes, usados para tratar distúrbios como o transtorno do défice de atenção, e como supressores do apetite.
- Antipsicóticos, que são usados para tratar psicoses, esquizofrenia e mania.
- Estabilizador do humor, utilizados para tratar o transtorno bipolar e o transtorno esquizoafetivo.
- Ansiolíticos, usados para tratar transtornos da ansiedade.
- Depressores, que são utilizados como hipnóticos, sedativos e anestésicos.

### Uso recreativo da droga
Muitas substâncias psicoativas são usadas pelos efeitos de alteração do humor e da percepção, inclusive aquelas com uso aceito pela medicina e psiquiatria. Os tipos de drogas usadas frequentemente para uso recreacional incluem:
- Estimulantes, que ativam o sistema nervoso central. São usadas recreacionalmente pelos efeitos eufóricos.
- Alucinógenos (psicodélicos, dissociativos e delirantes), que induzem a distorções perceptivas e cognitivas.
- Hipnóticos, que são usados recreacionalmente pela euforia que causam.
- Analgésicos, utilizados também pelo efeito eufórico.
- Inalantes, sob a forma de aerossóis ou solventes, que são inalados por causa de seu efeito estupefaciente. Muitos inalantes também se incluem em alguma categoria acima (como o óxido nitroso, que também tem efeito analgésico).

Em algumas subculturas, o uso de drogas é visto como símbolo de status, o que ocorre em lugares como casas noturnas, boates, raves e festas. Isso é fato histórico em muitas culturas. Drogas têm sido consideradas símbolos de statu desde a antiguidade. Por exemplo, no Antigo Egito, eram comuns as representações de deuses segurando plantas alucinógenas.
Por causa da controvérsia sobre o regulamento das drogas recreacionais, existe um debate sobre a proibição das drogas. Críticos da proibição acreditam que a regulamentação do uso de drogas recreacionais é uma violação da autonomia pessoal e da liberdade. Também alegam que a guerra às drogas pode trazer problemas maiores, como a produção e venda de drogas de qualidade duvidosa por cartéis do narcotráfico, uma vez que criam-se monopólios violentos, e impossibilita-se um mercado transparente.

### Uso ritual e espiritual
Certos psicoativos, principalmente os alucinógenos, têm sido usados para fins religiosos desde tempos pré-históricos. Os nativos estadunidenses têm usado o peiote, que contém mescalina, em cerimônias religiosas há 5 700 anos. Os índios da Amazônia usam, para fins religiosos, a combinação de cipó-mariri e chacrona para a produção de ayahuasca há mais de 4 000 anos. O cogumelo Amanita muscaria, que produz muscimol, era usado com propósitos rituais por toda a Europa pré-histórica. Vários outros alucinógenos, como o estramônio e os cogumelos psicodélicos, são parte de cerimônias religiosas há séculos.
O uso de enteógenos para fins religiosos ressurgiu no Ocidente durante os movimentos de contracultura dos anos 1960 e 1970. Sob a liderança do estadunidense Timothy Leary, novos movimentos religiosos começaram a usar o LSD e outros alucinógenos como formas de "sacramento". No Brasil, o uso do ayahuasca é permitido por lei para os praticantes das seitas que o usam para fins rituais, como as do Santo Daime e da União do Vegetal.

## Administração
Para que uma substância seja psicoativa, deve atravessar a barreira hematoencefálica de modo a afetar a função neuroquímica. As drogas psicoativas são administradas de diferentes maneiras. Na medicina, a maioria das drogas psicoativas, como a fluoxetina, a quetiapina e o lorazepam, são ingeridas sob forma de comprimidos ou cápsulas. Contudo, alguns psicoativos farmacêuticos são administrados via inalação, injeções intramusculares ou intravenosas, ou ainda via retal em supositórios e enemas. As drogas usadas com fins recreativo são muitas vezes administradas sob formas incomuns ao uso medicinal. Algumas delas, como o álcool e a cafeína são ingeridas sob a forma de bebida; nicotina e THC são fumados; o peiote e os cogumelos psicodélicos são ingeridos in natura ou desidratados; e algumas drogas cristalinas, como a cocaína e as metanfetaminas são aspiradas. A eficiência de cada método de administração varia de acordo com a droga.

## Efeitos

Ilustração dos principais elementos da neurotransmissão. Dependendo do mecanismo de ação, uma substância psicoativa pode bloquear os receptores nos dendritos do neurônio pós-sináptico, bloquear a recaptação ou afetar a síntese de neurotransmissores no axônio do neurônio pré-sináptico

As drogas psicoativas atuam afetando temporariamente a neuroquímica do indivíduo, o que leva a mudanças de humor, cognição, percepção e comportamento. Há muitas maneiras pelas quais as drogas psicoativas podem afetar o cérebro. Cada droga tem uma ação específica em um ou mais neurotransmissores ou neurorreceptores cerebrais.
As drogas que aumentam a atividade em certos sistemas neurotransmissores são chamadas agonistas, aumentando a síntese de um ou mais neurotransmissores ou reduzindo sua recaptação nas sinapses. As drogas que reduzem a atividade neurotransmissora são chamadas de antagonistas, e interferem na síntese ou bloqueiam os receptores pós-sináticos de modo que os neurotransmissores não se liguem a eles.
A exposição a substâncias psicoativas pode causar mudanças na estrutura e no funcionamento dos neurônios, enquanto o sistema nervoso tenta restabelecer a homeostase alterada pela presença da droga. A exposição a antagonistas para um determinado neurotransmissor aumenta o número de receptores para ele, e os receptores ficam mais sensíveis. Isso é chamado de sensibilização. Ao contrário, o estímulo dos receptores por um determinado neurotransmissor causa uma diminuição em número e sensibilidade desses receptores, um processo chamado de dessensibilização ou tolerância. Sensibilização e dessensibilização são mais prováveis de ocorrerem em exposições prolongadas, embora possam acontecer após uma só exposição. Acredita-se que esses processos subjazem ao vício.

### Sistemas neurotransmissores afetados
A seguir, uma pequena tabela de drogas conhecidas e seus principais neurotransmissores, receptores ou mecanismos de ação. Note-se que muitas drogas agem em mais de um neurotransmissor ou receptor no cérebro.
| Neurotransmissor/receptor | Classificação                                              | Exemplos |
| ------------------------- | ---------------------------------------------------------- | --- |
| Acetilcolina              | Colinérgico (agonistas da acetilcolina)                    | nicotina, piracetam |
| Acetilcolina              | Anticolinérgicos (antagonistas da acetilcolina)            | escopolamina, dimenidrinato, difenidramina, atropina, a maioria dos tricíclicos                                                     |
| Adenosina                 | Antagonistas do receptor de adenosina                      | cafeína, teobromina, teofilina |
| Dopamina                  | Inibidores da recaptação de dopamina (IRDs)                | cocaína, metilfenidato, anfetamina, bupropiona                                                                                      |
| Dopamina                  | Liberadores de dopamina                                    | anfetamina |
| Dopamina                  | Agonistas dopaminérgicos                                   | pramipexol, Levodopa |
| Dopamina                  | antagonistas do receptor de dopamina                       | haloperidol, droperidol, vários antipsicóticos                                                                                      |
| GABA                      | Inibidores da recaptação de GABA                           | tiagabina |
| GABA                      | Agonistas dos receptores de GABA                           | etanol, barbitúricos, diazepam e outros benzodiazepínicos, muscimol, ácido isobotênico                                              |
| GABA                      | Agonistas GABA                                             | tujona, bicuculina |
| Noradrenalina             | Inibidores da recaptação de noradrenalina                  | a maioria antidepressivos não-ISRS como a amoxapina, atomoxetina, bupropiona, venlafaxina e os tricíclicos                          |
| Noradrenalina             | Liberadores de noradrenalina                               | mianserina, mirtazapina |
| Serotonina                | Agonistas dos receptores de serotonina                     | LSD, psilocibina, mescalina, DMT |
| Serotonina                | Inibidores da recaptação de serotonina                     | a maioria antidepressivos, inclusive os tricíclicos como a amitriptilina and ISRSs como a fluoxetina, a sertralina and o citalopram |
| Serotonina                | Liberadores de serotonina                                  | MDMA (ecstasy), mirtazapina, dextrometorfano                                                                                        |
| receptor AMPA             | Antagonistas de receptores AMPA                            | ácido cinurênico, NBQX |
| Receptor canabinoide      | Agonistas de receptores canabinoides                       | THC |
| Receptor canabinoide      | Agonistas inversos dos receptores canabinoides             | Rimonabanto |
| Receptor de melanocortina | Agonistas dos receptores de melanocortina                  | bremelanotide |
| Receptor NMDA             | Antagonistas do receptor de NMDA                           | etanol, cetamina, PCP, dextrometorfano, óxido nitroso                                                                               |
| Receptor GHB              | Agonistas do receptor de GHB                               | GHB, T-HCA |
| Receptor opioide          | Agonistas do receptor µ-opioide                            | morfina, heroína, oxicodona, codeína                                                                                                |
| Receptor opioide          | µ-opioid receptor Agonistas inversos do receptor µ-opioide | naloxona, naltrexona |
| Receptor opioide          | Agonistas do receptor κ-opioide                            | salvinorin A, butorfanol, nalbufina                                                                                                 |
| Receptor opioide          | Agonistas inversos do receptor κ-opioide                   | buprenorfina |
| Monoamina oxidase         | Inibidores da monoamina oxidase (IMAOs)                    | fenelzina, iproniazida |
| Monoamina oxidase         | Ligam-se à proteína transportadora de MAO                  | anfetamina, metanfetamina |

## Dependência

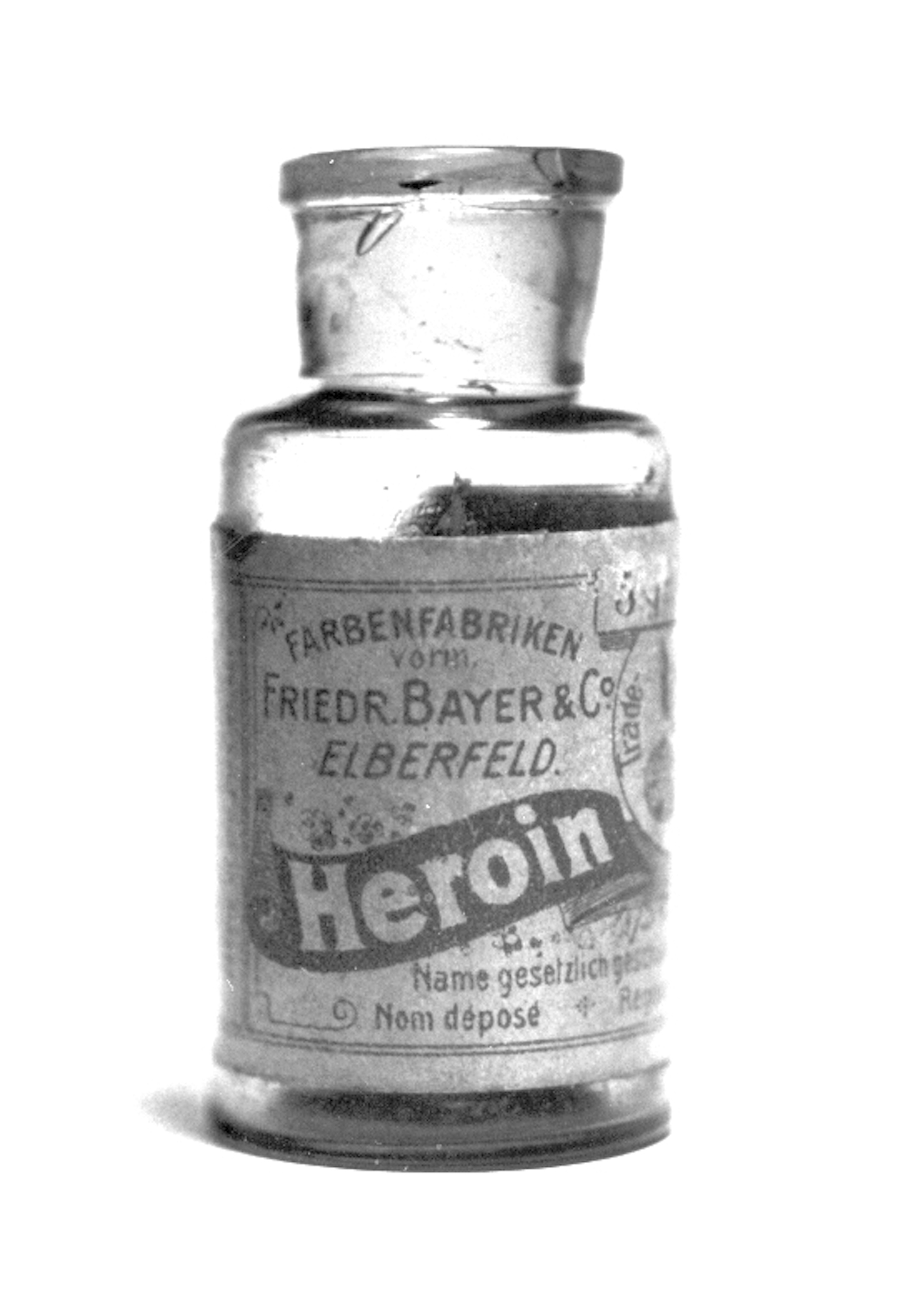
Frasco de heroína.

As drogas psicoativas são frequentemente associadas ao vício. A drogadição pode ser dividida em dois tipos: dependência psicológica, na qual o usuário se sente compelido a usar a droga apesar das conseqüências físicas ou sociais, e dependência física, em que o usuário tem de usar a droga para evitar as consequências da síndrome de abstinência. Nem todas as drogas provocam dependência física, mas qualquer atividade que estimula o sistema de recompensa dopaminérgico do cérebro — normalmente qualquer atividade prazerosa — pode levar à dependência psicológica. As drogas que mais comumente causam dependência são as que estimulam diretamente o sistema dopaminérgico, como a cocaína e as anfetaminas. As drogas que agem indiretamente nesse sistema, como psicodélicos, necessariamente não causam dependência.
Muitos profissionais, grupos de ajuda, estabelecimentos especializados em reabilitação de drogas e pais tentam influenciar as decisões e ações de seus filhos quanto aos psicoativos, com variáveis graus de sucesso.
São métodos comuns de reabilitação a psicoterapia, grupos de apoio para autoajuda, e também a farmacoterapia, que usa drogas psicoativas para reduzir a compulsão e a síndrome de abstinência enquanto a desintoxicação se processa. A metadona, um opioide psicoativo, é um tratamento corriqueiro para a dependência em heroína. Pesquisas recentes em toxicomania têm mostrado que o uso de drogas psicodélicas como a ibogaína pode tratar e até mesmo curar drogadições, embora a prática ainda esteja longe de se tornar universalmente aceita.

## Legalização
Muito se tem debatido acerca da legalização das drogas psicoativas em nossa história recente. As guerras do Ópio e a lei Seca estadunidense são dois exemplos históricos sobre a controvérsia legal acerca dessas substâncias. Contudo, mais recentemente, o documento mais influente concernente à legalidade de drogas psicoativas é o da Convenção Única sobre Entorpecentes, um tratado internacional assinado em 1961 como um decreto das Nações Unidas. Assinado por 73 países, a Convenção Única sobre Entorpecentes estabeleceu agendas para a regulamentação de cada droga e dispôs um acordo internacional contra a dependência de drogas recreacionais combatendo a venda, o tráfico e o uso das referidas drogas. Todos os países signatários firmaram leis que implementassem as regras dentro de suas fronteiras. Contudo, alguns desses países, como Países Baixos, são mais complacentes quanto à aplicação dessas leis.
No contexto sanitário, drogas psicoativas usadas como tratamentos para doenças são geral e amplamente aceitas. Há alguma controvérsia quanto os medicamentos de venda livre como alguns antieméticos e antitussígenos. Geralmente, as drogas psicoativas são prescritas para pacientes com problemas psiquiátricos. Contudo, há quem critique dizendo que prescrições de certos psicoativos, como antidepressivos e estimulantes, são exageradas e podem comprometer a autonomia e o discernimento dos pacientes.